# Anton Pelinka
Anton Pelinka (Viena, 14 de octubre de 1941) es profesor de ciencia política y estudios de nacionalismo en la Universidad Centroeuropea de Budapest. Antes de este nombramiento, Pelinka fue profesor de ciencias políticas en la Universidad de Innsbruck, una de las mayores universidades de Austria. A lo largo de su carrera también ha ejercido como decano, siendo su último cargo entre los años 2004 y 2006 cuando fue decano de la Facultad de Ciencias Políticas y Sociología de la Universidad de Innsbruck.

## Vida
Tras completar estudios de jurisprudencia en la Universidad de Viena (doctorado en 1964), así como de Ciencias Políticas en el Instituto de Estudios Avanzados, trabajó para el semanario "Die Furche". Su primer trabajo académico fue como asistente. Volvió al Instituto de Estudios Avanzados, cuyo director en ese momento era el historiador austriaco-americano Ernst Florian Winter. En 1971 se fue a Salzburgo, donde un año después obtuvo el título de profesor universitario. Después se fue a Alemania para dar clases en Essen y Berlín durante dos años. En 1975 obtuvo una cátedra permanente en la Universidad de Innsbruck. Ha sido profesor visitante en muchas universidades del extranjero. En 1977 estuvo en la Jawaharlal Nehru University de Nueva-Delhi. En Estados Unidos fue a la Universidad de Nueva Orleans en 1981, a la Universidad de Stanford en 1997 y a la Universidad de Míchigan en Ann Arbor de 2001 a 2002. Durante este tiempo también visitó la Universidad Libre de Bruselas. También estuvo en la Universidad de Harvard (1990 a 1991) y en el Collegium Budapest (1994) con fines de investigación.
En octubre de 2004, Anton Pelinka fue nombrado profesor titular de la Universidad de Innsbruck. El 1 de enero de 2005 fue elegido decano de la nueva Facultad de Ciencias Políticas y Sociología. Ocupó este cargo hasta su traslado a la Universidad Centroeuropea de Budapest.
Pelinka es también director de la Sociedad para la Educación Política y comentarista habitual de los principales periódicos y canales de comunicación de Austria y de varios otros países.
Además de sus actividades como científico, fue representante de Austria en una comisión contra el racismo y la xenofobia en la Unión Europea durante la década de 1990.
Después de que Pelinka reprochara a Jörg Haider por restar importancia al nacionalsocialismo en la televisión italiana en 1999, Haider le demandó por difamación. En 2001, Anton Pelinka fue declarado inocente.

## Investigación científica y doctrina
WorldCat (Worldcat Identities) enumera nada menos que nueve de sus obras que alcanzaron una presencia bibliotecaria global de más de 300 bibliotecas mundiales. Pelinka publicó sobre una gama muy amplia de temas de ciencia política contemporánea. OCLC Classify
sugiere que sus obras más difundidas tratan de Prejuicio (Manual del prejuicio), Austria global (Austria global : el lugar de Austria en Europa y en el mundo), Austria : fuera de la sombra del pasado, investigación sobre la paz (Friedensforschung, Konfliktforschung, Demokratieforschung ein Handbuch), Socialdemocracia (Los partidos socialdemócratas en Europa), el fenómeno Haider en Austria, el desafío del conflicto étnico, la democracia y la autodeterminación en Europa Central, la memoria histórica austriaca y la identidad nacional, y La democracia en la India (Democracy Indian style : Subhas Chandra Bose and the creation of India's political culture). Las principales áreas de interés de Pelinka son las teorías democráticas, los sistemas políticos y la cultura política en Austria, así como la investigación comparativa sobre partidos y asociaciones. Es un destacado experto internacional en temas como el extremismo de derecha y la xenofobia en la sociedad. Entre 1965 y 2019, Pelinka publicó 92 artículos académicos en las principales revistas de ciencia política revisadas por pares, documentados en la Universidad de Columbia Biblioteca de Nueva York.

## Trabajo
Pelinka tiene varias publicaciones que tratan temas de interés, especialmente el sistema político austriaco. En "Fünf Fragen an drei Generationen. Der Antisemitismus und wir heute" (Cinco preguntas a tres generaciones. El antisemitismo y nosotros hoy), analiza los cambios históricos de la sociedad austriaca. Es coeditor, con Ruth Wodak, de la revista austriaca "El fenómeno Haider". Trata del ascenso del Partido de la Libertad austriaco (FPÖ) bajo la presidencia de Jörg Haider y, además, del impacto de los partidos y de los factores económicos o sociales en la sociedad.